# Yatabe Ryōkichi
Yatabe Ryōkichi (japanisch 矢田部 良吉, geboren 13. Oktober 1851 in Nirayama (韮山町) in der Provinz Izu; gestorben 7. August 1899 in Kamakura) war ein japanischer Botaniker. Sein offizielles botanisches Autorenkürzel lautet „Yatabe“.

## Leben und Wirken
Yatabe Ryōkichi wurde als Sohn eines Arztes in Nirayama geboren. Er studierte ab 1871 Botanik an der Cornell-Universität. Nach seiner Rückkehr begründete er 1877 als  erster Professor für Botanik an der Universität Tōkyō die moderne Botanik in Japan. Zudem war er Leiter des „Museums für Bildung“ (東京教育博物館), dem heutigen Nationalmuseum der Naturwissenschaften und Direktor des Botanischen Gartens Koishikawa.
Nachdem Yatabe von 1891 bis 1894 ohne Anstellung war, wurde er 1895 Lehrer und 1898 Rektor der Höheren Normalschule (später Pädagogische Universität Tokio). Im Folgejahr ertrank er in Kamakura.
Yatebe gründete, zusammen mit dem amerikanischen Wissenschaftler Edward S. Morse, die Biologische Gesellschaft Tōkyō und war an der Gründung der Botanischen Gesellschaft Tōkyō beteiligt.

## Ehrungen
Die Pflanzengattung Yatabea Maxim. ex Yatabe aus der Familie der Berberitzengewächse (Berberidaceae) und die Algengattung Yatabella Okamura sind ihm zu Ehren benannt worden.

## Werke
- Nihon shokubutsu dzukai. Iconographia florae japonicae … (1891–1893).